# ジョン・B・グレン
ジョン・バード・グレン（John Baird Glen, 1940年10月22日 - ）はイギリスの獣医師。グラスゴー出身。全身麻酔薬プロポフォールを開発した。

## 経歴
1963年グラスゴー大学で獣医学の学士号を取得し卒業。その後、ナイロビ大学で獣医を務め、帰国後は母校で獣医学の講師を務めた。麻酔薬の動物実験を開始し、1972年にはICI Pharmaceuticals（アストラゼネカに買収）に研究者として参加し、人間に副作用の少ない麻酔薬チオペンタールの代替品を発見した。 1973年にプロポフォールを発見し、1986年にはイギリスでDiprivanとして承認され、1989年にはアメリカで承認、2016年にはWHOによって必須医薬品に指定された。
1982年にはグラスゴー大学から博士号を取得した。2000年に彼はアストラゼネカを退職し、製薬コンサルタント会社Glen Pharma Limitedを設立した。

## 受賞歴
- 2018年 - ラスカー・ドゥベーキー臨床医学研究賞[5][6]

## 参照
- Biographie, SIVA